# Monaphis antennata
Monaphis antennata är en insektsart som först beskrevs av Johann Heinrich Kaltenbach 1843. Enligt Catalogue of Life ingår Monaphis antennata i släktet Monaphis och familjen långrörsbladlöss, men enligt Dyntaxa är tillhörigheten istället släktet Monaphis och familjen borstbladlöss. Arten är reproducerande i Sverige. Inga underarter finns listade i Catalogue of Life.